# الجمعية الطبية الكويتية
الجمعية الطبية الكويتية (بالإنجليزية: Kuwait Medical Association)‏ هي نقابة عمالية تأسست في أكتوبر من عام 1963، وتمثل هذه الجمعية جميع الأطباء العاملين في الكويت. يقع مقر الجمعية الطبية الكويتية في مبنى المهن الطبية الواقع في منطقة الجابرية في محافظة حولي. ويرأس الجمعية الآن الدكتور محمد المطيري.